# ووبورن غرين (باكينجهامشير)
ووبورن غرين (بالإنجليزية: Wooburn Green)‏ هي قرية تقع في المملكة المتحدة في باكينجهامشير. يقدر عدد سكانها بـ 3,820 نسمة .